# Olaf Henning
Olaf Henning (Mülheim an der Ruhr, 14 maart 1968) is een Duitse schlagerzanger, componist en ondernemer.

## Jeugd en opleiding
Olaf Henning kreeg reeds als scholier piano-onderricht en formeerde zijn eigen band. Hij werkte elf jaar als verzekeringsagent.

## Carrière
Zijn muzikale carrière begon met zijn eigen gecomponeerde nummer Ich bin nicht mehr dein Clown (Die Manege is leer). De single verscheen in 1997 en verkocht werden meer dan 100.000 exemplaren. Er volgden Maddalena (met Michael Holm, Alarmstufe Rot en Herzdame. In oktober won hij met het nummer Das Spiel ist aus (Game Over) het maandelijkse  klassement van de ZDF-Hitparade voor Nino de Angelo en G.G. Anderson. In december 2000 scoorde hij bij de ZDF-Jaarhitparade de 3e plaats, zijn hit Cowboy und Indianer van 2006 creëerde een dans, de zogenaamde Lasso-Tanz. Ofschoon de eerste versie reeds werd opgenomen in 2000, had hij pas met de Lasso-Tanz, die werd uitgevonden door de Mallorca Cowboys, de grote doorbraak. Naast zijn muzikale activiteiten runde Henning ook zijn eigen muziekclub Deluxe in Gelsenkirchen, waarin hij regelmatig als diskjockey optrad.

## Privéleven
Henning woont sinds oktober 2010 aan de Klostersee in Borken-Burlo. Van 2002 tot 2004 was hij getrouwd met de schlagerzangeres Andrea Berg. Sinds 2005 was hij getrouwd met Adriana, waarmee hij twee dochters heeft (geb. 2002 en 2005). In de zomer van 2015 werd dit huwelijk ontbonden.

## Discografie

### Singles
- 1998: Der Clown (Die Manege ist leer)
- 1998: Herzdame
- 1999: Blinder Passagier
- 1999: Echt Kacke
- 2000: Das Spiel ist aus (Game Over)
- 2000: Cowboy und Indianer
- 2000: Bin ich vielleicht der Weihnachtsmann
- 2001: Alarmstufe Rot (de Remix)
- 2001: Maddalena 2001 (Du Luder)
- 2001: Merry Christmas
- 2002: Solange wir leben
- 2003: Wieder mal verliebt
- 2003: Endlich zuhause
- 2003: Im Zweifel für den Angeklagten
- 2003: Wieder mal verliebt
- 2004: Schick mir die Rechnung
- 2004: Cowboy und Indianer 2004
- 2004: Ich will nach hause zu Mama
- 2005: Cowboy und Indianer 2005
- 2005: Traumprinz
- 2006: Cowboy und Indianer 2006
- 2007: Für heute für morgen für immer
- 2008: Cowboy und Indianer (hitversie 2008)
- 2008: Jungfrauenchor (feat. De Laatbleujers)
- 2009: So eine Nacht
- 2009: S.O.S. - Herz in Not
- 2009: Durch Dick und Dünn
- 2010: Noch 'ne Runde
- 2012: Dieser DJ ist 'ne Pfeife
- 2012: Freundschaftsring (duet met Anna-Maria Zimmermann)
- 2013: Bungalow in Santa Nirgendwo
- 2015: Ungewöhnlich
- 2016: Mein großer Hit
- 2017: Eyo
- 2018: Der schönste Ort der Welt (Wellenreiter-Mix)
- 2018: Besser geht's nicht
- 2019: Sternenhimmel
- 2020: Ich schwöre
- 2021: Mr. Perfect

### Albums
- 1999: Die Manege ist leer
- 1999: Das Party-Album
- 2000: Alarmstufe Rot
- 2000: Schöne Bescherung
- 2001: Das Party-Album 2
- 2002: Olaf Henning / Freunde 2002
- 2003: Best of Olaf Henning
- 2004: Echt Henning
- 2004: XXL - Die Maxis
- 2004: Partyalbum 3
- 2005: Total verboten
- 2005: Klingelton Album Olaf Henning
- 2006: 200 % - Die Remixe
- 2007: Alles erlaubt
- 2007: Das Partyalbum 1
- 2008: Vorhang auf
- 2008: Das Beste für Cowboys und Indianer
- 2009: Das Apres Ski Album
- 2009: Christmas Party
- 2009: Das Partyalbum 5 - der Discofox Megamix
- 2009: Lebensecht
- 2009: Endlos willenlos
- 2013: Jetzt oder nie (feat. Ibo)
- 2015: Alles was ich immer wollte

### DVD / Video
- 2000: Henning in Concert
- 2004: Volles Programm
- 2015: Alles was ich immer wollte

- Gemeinsame Normdatei: 135109442
- International Standard Name Identifier: 0000 0001 3150 5501
- MusicBrainz: 54af1c9a-511a-4189-8177-b2d01ba1cf2d
- Virtual International Authority File: 305343987
- WorldCat: E39PBJd8gpqrr3cw3Rv9JPwHmd